# Demografia della Campania
La popolazione residente in Campania è di  5.774.465 di abitanti al 30 novembre 2019 che corrisponde al 9,6% della popolazione italiana.
La popolazione maschile al 1º gennaio 2015 raggiungeva le 2.848.043 unità e costituiva il 48,6% della popolazione della Campania. Quella femminile era formata da 3.013.486 unità e costituiva il 51,4% della popolazione regionale.
Al 1º gennaio del 2016 la popolazione straniera residente in Campania raggiungeva le 232.214 persone, con un'incidenza sulla popolazione regionale del 4% circa, sotto la media nazionale dell'8%.

## Popolazione per provincia
La popolazione della Campania per provincia:
| Stemma | Provincia                     | Numero di comuni | Popolazione (ab) | Superficie (km²) |
| ------ | ----------------------------- | ---------------- | ---------------- | ---------------- |
|        | Città metropolitana di Napoli | 92               | 3.070.433        | 1.171            |
|        | Provincia di Salerno          | 158              | 1.094.087        | 4.954            |
|        | Provincia di Caserta          | 104              | 920.288          | 2.651            |
|        | Provincia di Avellino         | 118              | 412.991          | 2.792            |
|        | Provincia di Benevento        | 78               | 272.768          | 2.080            |
|        | Totale Campania               | 550              | 5.774.465        | 13.671           |

## Comuni più popolosi per provincia

### Provincia di Avellino
| Pos. | Stemma | Comune            | Popolazione |
| ---- | ------ | ----------------- | ----------- |
| 1º   |        | Avellino          | 53.661      |
| 2º   |        | Ariano Irpino     | 22.890      |
| 3º   |        | Montoro           | 19.676      |
| 4º   |        | Solofra           | 12.410      |
| 5º   |        | Mercogliano       | 12.180      |
| 6º   |        | Monteforte Irpino | 11.824      |
| 7º   |        | Atripalda         | 10.760      |
| 8º   |        | Cervinara         | 9.701       |
| 9º   |        | Montella          | 7.858       |
| 10º  |        | Mirabella Eclano  | 7.762       |

### Provincia di Benevento
| Pos. | Stemma | Comune                  | Popolazione |
| ---- | ------ | ----------------------- | ----------- |
| 1º   |        | Benevento               | 58.832      |
| 2º   |        | Montesarchio            | 13.501      |
| 3º   |        | Sant'Agata de' Goti     | 11.202      |
| 4º   |        | San Giorgio del Sannio  | 9.928       |
| 5º   |        | Airola                  | 8.146       |
| 6º   |        | Telese Terme            | 7.381       |
| 7º   |        | Apice                   | 5.727       |
| 8º   |        | Guardia Sanframondi     | 5.118       |
| 9º   |        | San Bartolomeo in Galdo | 4.892       |
| 10º  |        | Morcone                 | 4.952       |

### Provincia di Caserta
| Pos. | Stemma | Comune                   | Popolazione |
| ---- | ------ | ------------------------ | ----------- |
| 1º   |        | Caserta                  | 74.764      |
| 2º   |        | Aversa                   | 53.215      |
| 3º   |        | Marcianise               | 39.984      |
| 4º   |        | Maddaloni                | 39.171      |
| 5º   |        | Santa Maria Capua Vetere | 32.900      |
| 6°   |        | Mondragone               | 28.453      |
| 7º   |        | Orta di Atella           | 26.997      |
| 8º   |        | Castel Volturno          | 25.135      |
| 9º   |        | San Nicola la Strada     | 22.341      |
| 10º  |        | Sessa Aurunca            | 21.871      |

### Città metropolitana di Napoli
| Pos. | Stemma | Comune                  | Popolazione |
| ---- | ------ | ----------------------- | ----------- |
| 1º   |        | Napoli                  | 954.244     |
| 2º   |        | Giugliano in Campania   | 123.216     |
| 3º   |        | Torre del Greco         | 84.041      |
| 4º   |        | Pozzuoli                | 80.296      |
| 5º   |        | Casoria                 | 76.491      |
| 6º   |        | Castellammare di Stabia | 66.681      |
| 7º   |        | Afragola                | 64.452      |
| 8º   |        | Marano di Napoli        | 59.609      |
| 9º   |        | Acerra                  | 59.578      |
| 10º  |        | Ercolano                | 53.972      |

### Provincia di Salerno
| Pos. | Stemma | Comune              | Popolazione |
| ---- | ------ | ------------------- | ----------- |
| 1º   |        | Salerno             | 132.507     |
| 2º   |        | Cava de' Tirreni    | 52.646      |
| 3º   |        | Battipaglia         | 50.868      |
| 4º   |        | Scafati             | 50.288      |
| 5º   |        | Nocera Inferiore    | 45.547      |
| 6º   |        | Eboli               | 40.033      |
| 7º   |        | Pagani              | 35.426      |
| 8º   |        | Angri               | 34.085      |
| 9º   |        | Sarno               | 31.306      |
| 10º  |        | Pontecagnano Faiano | 26.176      |

## Comuni più densamente popolati per provincia

### Provincia di Avellino
| Pos. | Stemma | Comune                | Densità |
| ---- | ------ | --------------------- | ------- |
| 1º   |        | Avellino              | 1.806   |
| 2º   |        | Atripalda             | 1.287   |
| 3º   |        | Sperone               | 791     |
| 4º   |        | Cesinali              | 695     |
| 5º   |        | Mercogliano           | 618     |
| 6º   |        | San Michele di Serino | 569     |
| 7º   |        | Solofra               | 564     |
| 8º   |        | Montoro               | 489     |
| 9º   |        | Sirignano             | 487     |
| 10º  |        | Rotondi               | 462     |

### Provincia di Benevento
| Pos. | Stemma | Comune                 | Densità |
| ---- | ------ | ---------------------- | ------- |
| 1º   |        | Telese Terme           | 738     |
| 2º   |        | Airola                 | 547     |
| 3º   |        | Montesarchio           | 509     |
| 4º   |        | Benevento              | 462     |
| 5º   |        | San Nazzaro            | 450     |
| 6º   |        | San Giorgio del Sannio | 444     |
| 7º   |        | Arpaia                 | 406     |
| 8º   |        | Sant'Angelo a Cupolo   | 394     |
| 9º   |        | Paolisi                | 342     |
| 10º  |        | San Leucio del Sannio  | 315     |

### Provincia di Caserta
| Pos. | Stemma | Comune               | Densità |
| ---- | ------ | -------------------- | ------- |
| 1º   |        | Aversa               | 6.014   |
| 2º   |        | San Nicola la Strada | 4.741   |
| 3º   |        | Sant'Arpino          | 4.454   |
| 4º   |        | Curti                | 4.221   |
| 5º   |        | Portico di Caserta   | 4.086   |
| 6º   |        | Lusciano             | 3.364   |
| 7º   |        | Cesa                 | 3.205   |
| 8º   |        | San Marcellino       | 2.999   |
| 9º   |        | Casapulla            | 2.986   |
| 10º  |        | Trentola Ducenta     | 2.899   |

### Città metropolitana di Napoli
| Pos. | Stemma | Comune                | Densità |
| ---- | ------ | --------------------- | ------- |
| 1º   |        | Casavatore            | 12.253  |
| 2º   |        | Portici               | 12.060  |
| 3º   |        | San Giorgio a Cremano | 11.151  |
| 4º   |        | Melito di Napoli      | 9.985   |
| 5º   |        | Napoli                | 8.220   |
| 6º   |        | Frattaminore          | 7.897   |
| 7º   |        | Arzano                | 7.444   |
| 8º   |        | Cardito               | 7.086   |
| 9º   |        | Mugnano di Napoli     | 6.624   |
| 10º  |        | Casoria               | 6.420   |

### Provincia di Salerno
| Pos. | Stemma | Comune                | Densità |
| ---- | ------ | --------------------- | ------- |
| 1º   |        | Atrani                | 7.048   |
| 2º   |        | Pagani                | 2.995   |
| 3º   |        | Scafati               | 2.561   |
| 4º   |        | Angri                 | 2.457   |
| 5º   |        | Salerno               | 2.266   |
| 6º   |        | Nocera Inferiore      | 2.215   |
| 7º   |        | San Marzano sul Sarno | 2.012   |
| 8º   |        | Roccapiemonte         | 1.713   |
| 9º   |        | Bellizzi              | 1.693   |
| 10º  |        | Nocera Superiore      | 1.658   |

## Evoluzione demografica
Dalle tabelle mostrate in questa sezione si osserva come la popolazione residente in Campania ha avuto una costante crescita a partire dai 2,4 milioni di abitanti del 1861 fino ad arrivare ai circa 5,8 milioni di residenti nel 2016.
Al 2016, con circa 5,8 milioni di abitanti la Campania è la seconda regione italiana per popolazione, solo dopo la Lombardia.
| Anno | Abitanti  |
| ---- | --------- |
| 1861 | 2.402.355 |
| 1871 | 2.520.095 |
| 1881 | 2.659.688 |
| 1901 | 2.914.073 |
| 1911 | 3.101.593 |
| 1921 | 3.343.293 |
| 1931 | 3.508.774 |
| 1936 | 3.696.632 |
| 1951 | 4.346.264 |
| 1961 | 4.760.759 |
| 1971 | 5.059.348 |
| 1981 | 5.463.134 |
| 1991 | 5.630.280 |
| 2001 | 5.701.931 |
| 2011 | 5.766.810 |
| 2016 | 5.869.529 |

### Evoluzione delle città  campane dal 1300 al 1861
|                  | 1300 | 1400 | 1500 | 1600 | 1700 | 1800 | 1861 |
| ---------------- | ---- | ---- | ---- | ---- | ---- | ---- | ---- |
| Avellino         |      |      |      |      | 8    | 11   | 13   |
| Aversa           | 10   | 6    | 12   | 6    | 8    | 14   | 16   |
| Benevento        |      |      |      | 7    | 8    | 15   | 16   |
| Capua            | 9    | 8    | 15   | 6    | 6    | 7    | 13   |
| Caserta          |      |      | 6    | 5    | 10   | 15   | 20   |
| Napoli           | 33   | 30   | 150  | 280  | 220  | 320  | 419  |
| Salerno          | 13   |      | 6    | 12   | 15   | 18   | 21   |
| Torre Annunziata |      |      |      | 10   | 13   | 14   | 15   |

### Previsioni
Secondo le previsioni ISTAT pubblicate nel 2017, la Campania nel 2051 scenderà sotto i cinque milioni di abitanti, e nel 2066 conterà 4,36 milioni di abitanti. La popolazione invecchierà sensibilmente, arrivando ad avere un'età media di 50,1 anni nel 2066.
Abitanti censiti

### Provincia di Avellino
Abitanti censiti

### Provincia di Benevento
Abitanti censiti

### Provincia di Caserta
Abitanti censiti

### Città metropolitana di Napoli
Abitanti censiti

### Provincia di Salerno
Abitanti censiti

## Etnie e minoranze straniere
| Nazione di provenienza | Numero di abitanti |
| ---------------------- | ------------------ |
| Ucraina                | 43.415             |
| Romania                | 42.380             |
| Marocco                | 21.399             |
| Sri Lanka              | 17.405             |
| Cina                   | 14.077             |
| Bangladesh             | 11.128             |
| Polonia                | 9.635              |
| India                  | 7.992              |
| Nigeria                | 7.917              |
| Bulgaria               | 7.673              |
| Pakistan               | 7.150              |
| Albania                | 6.923              |
| Senegal                | 4.600              |
| Ghana                  | 4.150              |
| Filippine              | 3.873              |
| Algeria                | 3.770              |
| Russia                 | 3.650              |
| Tunisia                | 3.461              |
| Brasile                | 2.266              |
| Rep. Dominicana        | 2.129              |
| Burkina Faso           | 2.003              |
| Gambia                 | 1.842              |
| Malaysia               | 1.775              |
| Costa d'Avorio         | 1.723              |
| Moldavia               | 1.479              |
| Cuba                   | 1.262              |
| Capo Verde             | 1.088              |
| Germania               | 1.065              |
| Serbia                 | 1.028              |

### Evoluzione demografica
Evoluzione demografica dei cittadini stranieri dal 2004 al 2018
| Anno | Abitanti |
| ---- | -------- |
| 2004 | 65.396   |
| 2005 | 85.773   |
| 2006 | 92.619   |
| 2007 | 98.052   |
| 2008 | 114.792  |
| 2009 | 131.335  |
| 2010 | 147.057  |
| 2011 | 164.268  |
| 2012 | 150.306  |
| 2013 | 170.938  |
| 2014 | 203.823  |
| 2015 | 217.503  |
| 2016 | 232.214  |
| 2017 | 243.694  |
| 2018 | 258.524  |

### Ripartizione per provincia
| Avellino  | 14 590  | 3,46% |
| Benevento | 10 188  | 3,65% |
| Caserta   | 46 928  | 5,08% |
| Napoli    | 131 757 | 4,25% |
| Salerno   | 55 061  | 5,00% |
| Campania  | 258 524 | 4,40% |

## Comuni con il titolo di città
| Città                   | Provincia | Anno     | Atto |
| ----------------------- | --------- | -------- | --- |
| Acerra                  | Napoli    | 1951     | DPR 15 dicembre 1951                                                                                    |
| Afragola                | Napoli    | 1935     | RDL 5 ottobre 1935                                                                                      |
| Agropoli                | Salerno   | 2004     | DPR 9 gennaio 2004                                                                                      |
| Airola                  | Benevento | 1997     | DPR 31 luglio 1997, a conferma della concessione già assegnata da Carlo III di Borbone il 2 agosto 1754 |
| Alife                   | Caserta   | 1995     | DPR 2 ottobre 1995                                                                                      |
| Amalfi                  | Salerno   | 1000 c.a | Concessione della Repubblica di Amalfi                                                                  |
| Apice                   | Benevento | 1999     | DPR 21 giugno 1999                                                                                      |
| Apollosa                | Benevento | 2002     | DPR 10 marzo 2002                                                                                       |
| Ariano Irpino           | Avellino  | 1952     | DPR 26 ottobre 1952                                                                                     |
| Arzano                  | Napoli    | 1998     | DPR 18 luglio 1998                                                                                      |
| Atripalda               | Avellino  | 1867     | RDL 18 luglio 1867                                                                                      |
| Avellino                | Avellino  | 1861     | [ senza fonte ]                                                                                         |
| Aversa                  | Caserta   | 1990     | DPR 10 ottobre 1990                                                                                     |
| Bacoli                  | Napoli    | 2008     | DPR 26 giugno 2008                                                                                      |
| Baronissi               | Salerno   | 2010     | DPR 7 maggio 2010                                                                                       |
| Battipaglia             | Salerno   | 2008     | DPR 26 giugno 2008                                                                                      |
| Bellona                 | Caserta   | 2001     | DPR 21 settembre 2001                                                                                   |
| Benevento               | Benevento | 1861     | [ senza fonte ]                                                                                         |
| Buonalbergo             | Benevento | 2000     | DPR 2 marzo 2000                                                                                        |
| Campagna                | Salerno   | 1518     | Bolla pontificia di papa Leone X                                                                        |
| Capri                   | Napoli    | 2000     | DPR 24 aprile 2000                                                                                      |
| Capua                   | Caserta   | 1990     | DPR 2 gennaio 1990                                                                                      |
| Caserta                 | Caserta   | 1861     | [ senza fonte ]                                                                                         |
| Castel Volturno         | Caserta   | 2007     | DPR 19 aprile 2007                                                                                      |
| Cava de' Tirreni        | Salerno   | 1965     | DPR 18 novembre 1965                                                                                    |
| Cervinara               | Avellino  | 1998     | DPR 30 settembre 1998                                                                                   |
| Contursi Terme          | Salerno   | 2009     | DPR 2 febbraio 2009                                                                                     |
| Eboli                   | Salerno   | 1999     | DPR 8 aprile 1999                                                                                       |
| Ercolano                | Napoli    | 1999     | DPR 25 ottobre 1999                                                                                     |
| Fisciano                | Salerno   | 2003     | DPR 24 giugno 2003                                                                                      |
| Foglianise              | Benevento | 2012     | DPR 29 ottobre 2012                                                                                     |
| Frattamaggiore          | Napoli    | 1902     | RDL 5 giugno 1902                                                                                       |
| Giffoni Valle Piana     | Salerno   | 1989     | DPR 25 settembre 1989, n. 4247                                                                          |
| Giugliano in Campania   | Napoli    | 1876     | RD 26 luglio 1876                                                                                       |
| Grumo Nevano            | Napoli    | 1959     | DPR 12 maggio 1959                                                                                      |
| Marano di Napoli        | Napoli    | 2015     | DPR 31 luglio 1981 (Statuto)                                                                            |
| Marcianise              | Caserta   | 1872     | RDL 10 marzo 1872                                                                                       |
| Marigliano              | Napoli    | 1896     | RDL 16 gennaio 1896                                                                                     |
| Mignano Monte Lungo     | Caserta   | 2001     | DPR 17 settembre 2001                                                                                   |
| Mirabella Eclano        | Avellino  | 1873     | RD 26 ottobre 1873, RR.LL.PP. 13 novembre 1873                                                          |
| Moiano                  | Benevento | 2007     | DPR 10 luglio 2007                                                                                      |
| Molinara                | Benevento | 2006     | DPR 1º gennaio 2006                                                                                     |
| Mondragone              | Caserta   | 1989     | DPR 28 marzo 1989                                                                                       |
| Montesarchio            | Benevento | 1978     | DPR 31 luglio 1997                                                                                      |
| Montoro                 | Avellino  | 2015     | DPR 28 aprile 2015                                                                                      |
| Napoli                  | Napoli    |          | Antico diritto                                                                                          |
| Nocera Inferiore        | Salerno   | 2012     | DPR dicembre 2012                                                                                       |
| Nocera Superiore        | Salerno   | 1986     | DPR 23 gennaio 1986                                                                                     |
| Nola                    | Napoli    | 1528     | Concessione dell'imperatore Carlo V nel giugno 1710                                                     |
| Pannarano               | Benevento | 2005     | DPR 28 giugno 2005                                                                                      |
| Piano di Sorrento       | Napoli    | 2008     | DPR 16 ottobre 2008                                                                                     |
| Pomigliano d'Arco       | Napoli    | 1974     | DPR 9 gennaio 1974                                                                                      |
| Pompei                  | Napoli    | 2004     | DPR 9 gennaio 2004                                                                                      |
| Portici                 | Napoli    | 2002     | DPR 27 novembre 1999                                                                                    |
| Pozzuoli                | Napoli    | 1984     | DPR 5 febbraio 1984                                                                                     |
| Qualiano                | Napoli    | 2007     | DPR 1º ottobre 2007                                                                                     |
| Roccadaspide            | Salerno   | 2008     | DPR 26 giugno 2008                                                                                      |
| Roccarainola            | Napoli    | 2000     | DPR 31 marzo 2000                                                                                       |
| Sala Consilina          | Salerno   | 1990     | DPR 2 aprile 1990                                                                                       |
| Salerno                 | Salerno   | 1861     | Antico diritto, DPR 23 giugno 1949                                                                      |
| San Bartolomeo in Galdo | Benevento | 2016     | DPR 1 gennaio 2016                                                                                      |
| Sant'Agata de' Goti     | Benevento | 1990     | DPR 5 aprile 2000                                                                                       |
| Sapri                   | Salerno   | 2012     | DPR 19 settembre 2012                                                                                   |
| Saviano                 | Napoli    | 2002     | DPR 1º dicembre 2002                                                                                    |
| Scafati                 | Salerno   | 1997     | DPR 11 giugno 1997                                                                                      |
| Scisciano               | Napoli    | 2005     | DPR 11 febbraio 2005                                                                                    |
| Solofra                 | Avellino  | 1895     | DPR 14 febbraio 1895                                                                                    |
| Sparanise               | Caserta   | 2002     | DPR 10 dicembre 2002 il Presidente della Repubblica Carlo Azeglio Ciampi,                               |
| Teano                   | Caserta   |          | ab antiquo                                                                                              |
| Teggiano                | Salerno   | 2014     | Statuto comunale                                                                                        |
| Telese Terme            | Benevento | 1970     | DPR 1º aprile 2000                                                                                      |
| Torre Annunziata        | Napoli    | 1936     | RD 10 settembre 1936                                                                                    |
| Torre del Greco         | Napoli    | 1937     | DCG 26 maggio 1937                                                                                      |
| Trentola-Ducenta        | Caserta   | 1984     | DPR 30 luglio 1984                                                                                      |
| Venticano               | Avellino  | 2000     | DPR 8 luglio 2000                                                                                       |
| Vico Equense            | Napoli    | 2002     | DPR 29 maggio 2002                                                                                      |